# Шарант
 Тази статия е за реката във Франция.  За департамента вижте Шарант (департамент).  
Шарант (на френски: Charente) е река в Западна Франция (департаменти Горна Виен, Шарант, Виен и Приморска Шаранта), вливаща се в Атлантическия океан. Дължина 381 km, площ на водосборния басейн 9855 km².

## Географска характеристика
Река Шарант води началото си на 311 m н.в., от крайната северозападна хълмиста част на Централния Френски масив, в западната част на департамента Горна Виен, в цантъра на село Шеронак, на 5 km северно от град Сен Матийо. В горното течение тече в широка долина през крайните северозападните хълмисти части на Централния Френски масив (ЦФМ), а след това през северната периферия на Гаронската (Аквитанска) низина, където долината и още повече се разширява и изплитнява и става пълноводна река, с бавно течение и множество меандри. По своето течение реката прави няколко големи завоя. В горното течение (до град Сивре, департамент Виен) тече на северозапад, след това до Ангулем – на юг с много малка денивелация и стотици меандри. При Ангулем завива на запад и тече в тази посока до град Сент, а след това до устието си – на северозапад. Влива се чрез естуар, дълъг 15 km в залива антиош на Бискайския залив, на 6 km западно от град Рошфор, департамента Приморска Шаранта.
Водосборният басейн на Шарант обхваща площ от 9855 km², като речната ѝ мрежа е двустранно развита. На север и североизток водосборният басейн на Шарант граничи с водосборните басейни на реките Севър-Ньортез и Лоара (от басейна на Атлантическия океан), а на юг и югозапад – с водосборните басейни на река Дордон и други по-малки, вливащи се в Атлантическия океан.
Основни притоци:
- леви – Тардуар (160 km, 1200 km²), Не (66 km, 602 km²), Сен (82 km, 902 km²);
- десни – Кутюр, Антен (48 km, 424 km²), Бутон (99 km, 1327 km²).

Река Шарант има предимно дъждовно подхранване с ясно изразено зимно-пролетно пълноводие и лятно-есенно маловодие. Среден годишен отток в долното течение, при град Сент около 140 m³/sec.

## Стопанско значение, селища
Шарант има важно транспортно и иригационно значение. Морските приливи навлизат нагоре по течението ѝ и реката е плавателна за морски съдове до град Сент, а за плиткогазещи речни съдове до Ангулем. Част от водите ѝ се отклоняват за напояване на земеделските земи в Гаронската (Аквитанска) низина.
Долината на реката е гъсто заселена, като най-големите селища са градовете: Ангулем и Коняк, (департамента Шарант); Сент и Рошфор (департамента Приморска Шаранта).